# Brevibarbis argyroptera
Brevibarbis argyroptera is een insect uit de familie van de vlinderhaften (Ascalaphidae), die tot de orde netvleugeligen (Neuroptera) behoort. 
Brevibarbis argyroptera is voor het eerst wetenschappelijk beschreven door E. L. Taschenberg in 1879.